# Jincheng (Shanxi)
Jincheng is een stadsprefectuur in het zuiden van de noordelijke provincie Shanxi, Volksrepubliek China.